# Skånestenen
Skånestenen, med signum DR 351, är en nu försvunnen runsten som stått på en okänd plats någonstans i Skåne.

## Stenen
Stenen är enbart känd genom att Magnus Dublar Rönnou tecknat av den 1716. Den danske runologen Ludvig Wimmer var först med att påpeka stenens likhet med Skivarpstenen och antog att dessa två stenar möjligen skapats av samme ristare. 
Stenen hade en toppig form och var försedd med en enkel bandslinga, i övrigt saknades ornamentik. Stilen kallas RAK. 
Runristningen har två felristningar: kalia istället för kalin samt sia istället för sin. Den från runor translittererade och översatta inskriften lyder enligt nedan:

## Inskriften
Translitterering av runraden:
[kalia : risti : stin : þansi aftiʀ : aisi : bruþur ¶ sia]
Normalisering till rundanska:
Galin resþi sten þænsi æftiʀ Æsi, bruþur sin.
Översättning till nusvenska:
Galen reste sten denna efter Ese, broder sin.